# Tournemire (Cantal)
 Tournemire  es una población y comuna francesa, situada en la región de Auvernia, departamento de Cantal, en el distrito de Aurillac y cantón de Saint-Cernin.

## Demografía
| 326 | 299 | 214 | 183 | 163 | 145 |
| Para los censos de 1962 a 1999 la población legal corresponde a la población sin duplicidades (Fuente: INSEE [Consultar]) |     |     |     |     |     |